# Słomniki (stacja kolejowa)
Słomniki – stacja kolejowa w Słomnikach, w województwie małopolskim, w Polsce. Na przystanku zatrzymują się pociągi osobowe m.in. do Kielc, Ostrowca Świętokrzyskiego, Sędziszowa i Krakowa.

## Ruch pasażerski[1]
| Rok  | Wymiana pasażerska na dobę |
| ---- | -------------------------- |
| 2017 | 500-699                    |
| 2018 | 500-699                    |
| 2019 | 500-699                    |
| 2020 | 300-499                    |
| 2021 | 300-499                    |
| 2022 | 500-699                    |
| 2023 | 500-699                    |